# World Cyber Games 2005
World Cyber Games 2005（ワールド・サイバー・ゲームズ 2005、略称:WCG2005）は、2005年度に行われた世界最大級のゲームオリンピック大会である。

## 種目
- PCゲーム
  - Counter-Strike: Source
  - FIFAサッカー 2005
  - Need for Speed: Underground 2
  - StarCraft: Brood War
  - WarCraft III: The Frozen Throne
  - Warhammer 40,000: Dawn of War
- Xbox
  - Dead or Alive Uitimate
  - Halo 2

## 出場国
| アジア - バングラデシュ - 中国 - チャイニーズタイペイ - 香港 - インド - インドネシア - 日本 - 韓国 - マレーシア - パキスタン - フィリピン - シンガポール - タイ - ベトナム 北中米・カリブ海・南米 - アルゼンチン - ブラジル - カナダ - コロンビア - エクアドル - メキシコ - パナマ - ペルー - アメリカ合衆国 - ベネズエラ | ヨーロッパ - オーストリア - ベルギー - クロアチア - デンマーク - フィンランド - ジョージア - ギリシャ - イタリア - ラトビア - ルクセンブルク - モルドバ - ノルウェー - ポルトガル - ロシア - スペイン - スイス - ウクライナ - ウズベキスタン - ベラルーシ - ブルガリア - チェコ - エストニア - フランス - ドイツ - ハンガリー - カザフスタン - リトアニア - オランダ - ポーランド - ルーマニア - スロバキア - スウェーデン - トルクメニスタン - イギリス | アフリカ - エジプト - イラン - 南アフリカ共和国 - トルコ - アラブ首長国連邦 オセアニア - オーストラリア - ニュージーランド |

## 開催地
グランドファイナル開催地
- シンガポール

選手村
- コスタサンズリゾート

## 最終結果
| WCG 2005                        |                |               |             |
| Counter-Strike: Source          | Team 3D        | k23           | Team_EG     |
| FIFAサッカー 2005               | styla          | x4Alexx       | eDuYepp     |
| Need for Speed: Underground 2   | GearGG         | N4_Godsmack   | USSR_MrKot  |
| StarCraft: Brood War            | fOru           | [3D]Androide  | Legionnaire |
| WarCraft III: The Frozen Throne | SKYCN          | BenQGeiLShort | 4K_Grubby   |
| Warhammer 40,000: Dawn of War   | SeleCT         | TmG_QuanChi   | TmG)InSAnE  |
| Dead or Alive Uitimate          | 活忍犬         | Tetra         | shinobi     |
| Halo 2                          | Team 3D(OGRES) | Team_EG       | Halo1style  |